# Байша (Лісабон)
Байша — центральний, історичний район Лісабона. Розташований в низині між двома пагорбами, що зумовило його назву (порт. Baixa — низина). Район Байша обмежують з північного напряму площа Россіо, з півдня — площа Комерсіо. На захід від Байши знаходиться пагорб, на якому розташований район Байрро Альто. На схід — пагорб, на схилах якого район Алфама, а на вершині — замок святого Георгія. Райони Байша та Байрро Альто пов'язані між собою ліфтом Санта-Жушта.

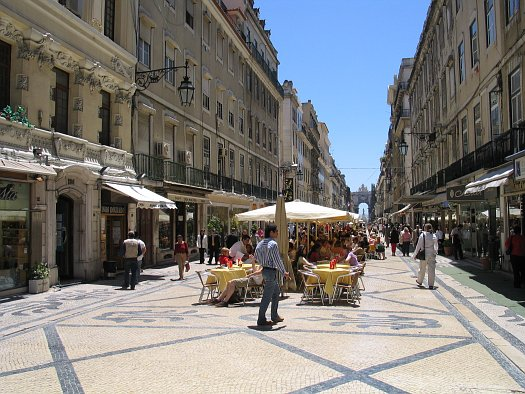
Центральна вулиця району

Середньовічна Байша була повністю знищена лісабонським землетрусом в 1755 році. Відновлювальними роботами району, як й всього міста, керував маркіз Помбальський. Район Байша було наново розбудовано за єдиним планом. Його головною особливістю було прямокутне планування широких та прямих вулиць. Таке планування було одним з найперших прикладів містобудівного планування в Європі. Ще однією особливістю Байша стало будівництво цілого району з урахуванням сейсмостійкості будівель.
У зв'язку з одночасністю споруди всі будівлі Байша створені в єдиному архітектурному стилі — помбальському. З огляду на внесок маркіза Помбальського у відновлення Байши, іноді район називають Байша-Помбаліно (порт. Baixa Pombalina).

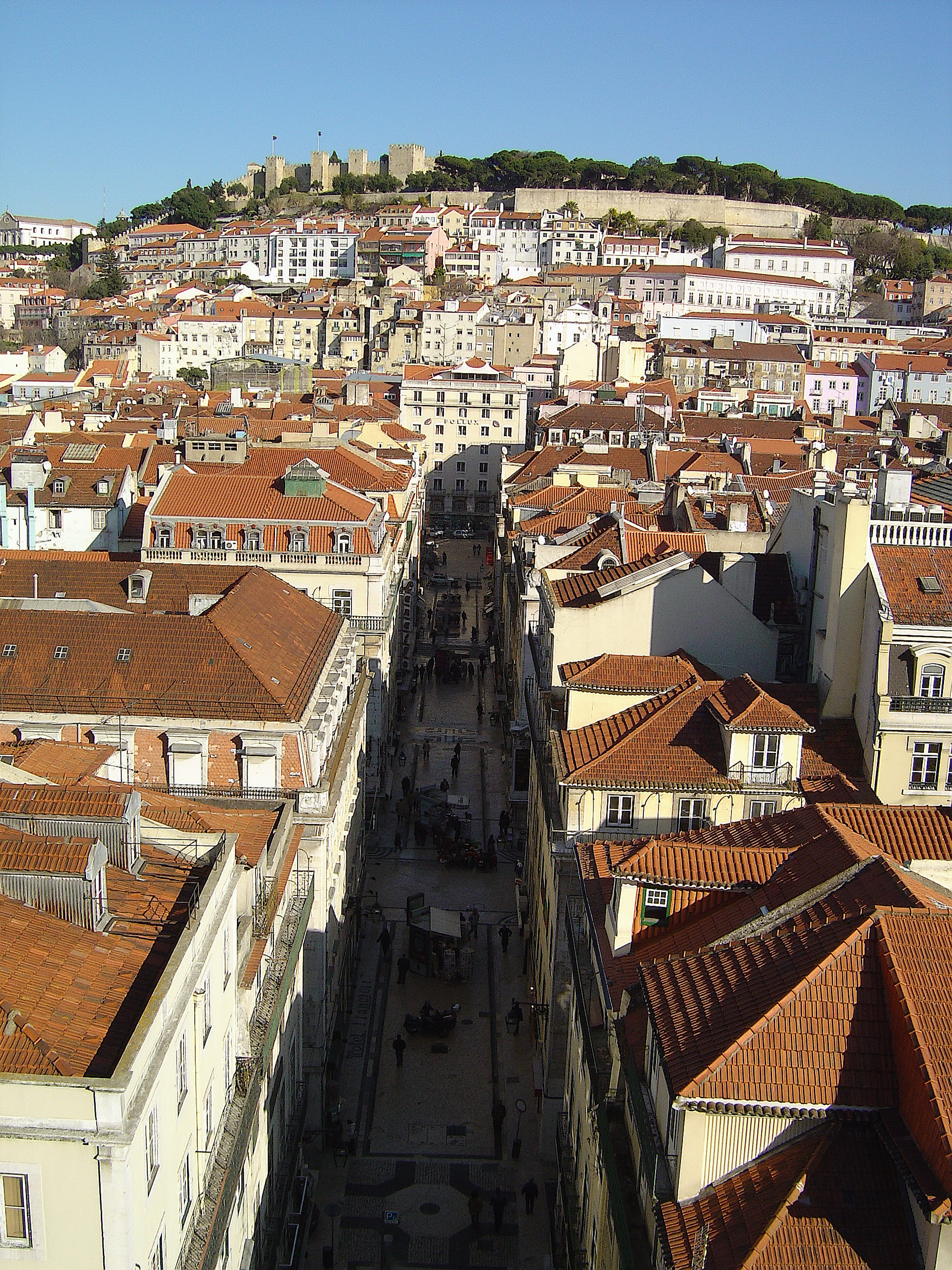
Вигляд на Байшу Санта-Жуштський ліфта.

У 2004 році Байша занесена до попереднього списку світової спадщини ЮНЕСКО, за номером 6226.
Байша популярний туристичний район, тут розташована велика кількість магазинів, кафе, сувенірних крамниць. Головні визначні пам'ятки:
- Санта-Жуштський ліфт
- Площа Комерсіо
- Площа Фігейра
- Площа Россіо